# 真實的色彩 (辛蒂·羅波歌曲)
《真實的色彩》（True Colors）是美國女歌手辛蒂·羅波在1986年8月份發行的單曲，這首歌曲在美國告示牌單曲榜獲得2週冠軍，成為辛蒂·羅波第二支全美冠軍單曲。〈真實的色彩〉為辛蒂·羅波獲得1987年葛萊美獎的「流行類最佳女歌手」（Best Female Pop Vocal Performance）提名，最終敗給了芭芭拉·史翠珊。

## 資料

### 單曲簡介
〈真實的色彩〉收錄於辛蒂·羅波個人第二張錄音室專輯《真實的色彩》（True Colors）中，它也是專輯唯一一首辛蒂·羅波沒有參與創作的原創歌曲。〈真實的色彩〉是一首慢板抒情歌曲，優美易記的旋律搭配誠摯激勵的歌詞，相當具有商業賣相，雖然它不是出自辛蒂·羅波筆下，但她仍參與這首歌曲的製作過程。

### 商業成績
〈真實的色彩〉是辛蒂·羅波第二張專輯《真實的色彩》的首支同名單曲，於1986年8月25日發行。〈真實的色彩〉在8月30日進入美國告示牌單曲榜，首週成績為第63名，這首單曲在10月25日打下了珍娜·傑克森的〈每當想起你〉登上榜首並蟬連了兩週，成為辛蒂·羅波繼〈一次又一次〉之後第二首美國冠軍單曲。〈真實的色彩〉在單曲榜內共停留20週，在1986年告示牌年終百大單曲榜中位居第41名。
〈真實的色彩〉在英國單曲榜獲得第12名。

### 獎項記錄評價
〈真實的色彩〉成為辛蒂·羅波第二首全美冠軍單曲，也是最後一首。辛蒂·羅波對於這首歌曲相當有感觸，因為這首歌曲讓她想起因為愛滋病過世的故友Gregory Natal。〈真實的色彩〉也受到許多同志歌迷的青睞，辛蒂·羅波更成立了「True Colors基金會」，以幫助LGBT、變性人等少數族群。

## 流行文化中的運用
〈真實的色彩〉歷久彌新，2010年電影《慾望城市2》選定該曲為片尾插曲。
2024年，梁朝偉主演的滙豐銀行香港區電視廣告以此歌的抒情慢板男聲翻唱版本為背景音樂。

## 資料來源
1. ↑  .   [2016-12-29]. （原始内容存档于2017-02-01）.
2. ↑  .   [2016-12-29]. （原始内容存档于2017-01-29）.
3. ↑  .   [2016-12-30]. （原始内容存档于2012-01-19）.
4. ↑  .   [2016-12-30]. （原始内容存档于2019-12-03）.
5. ↑  .   [2016-12-30]. （原始内容存档于2019-12-02）.
6. ↑  .   [2016-12-30]. （原始内容存档于2016-11-09）.
7. ↑  .   [2016-12-31]. （原始内容存档于2017-01-01）.
8. ↑  丁力. . 美紙. 2024-10-25  [2025-01-30] （中文（香港））.